# Öxnehaga

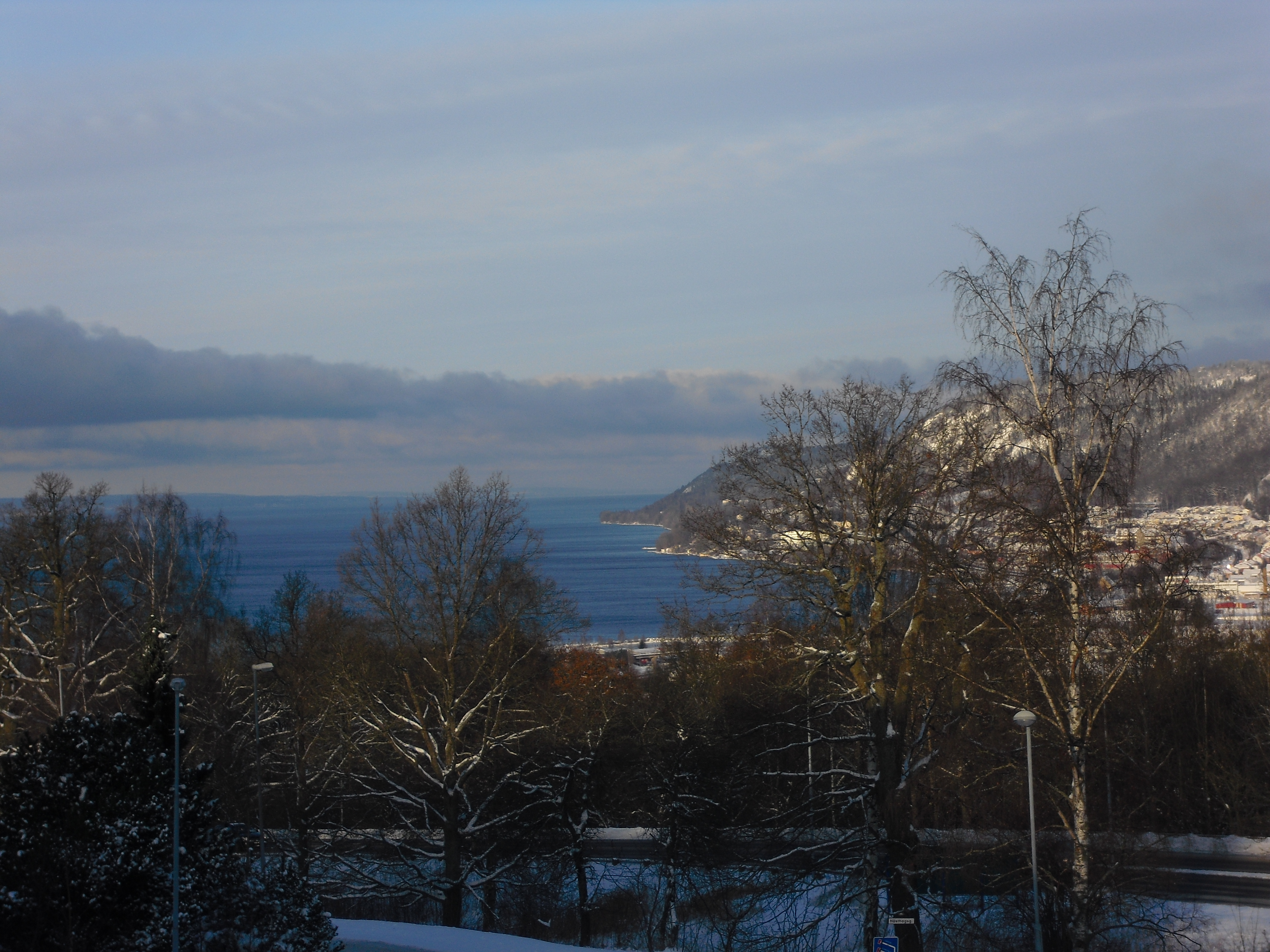
Öxnehaga i december 2012.

Öxnehaga är ett bostadsområde beläget på en höjd sydväst om Huskvarna centrum i Sverige. Bostäderna byggdes under åren 1970–1978 och den 1 augusti 1971 flyttade de första hyresgästerna in. Öxnehaga har tidigare varit med i Sveriges LUA-områden.
Öxnehaga byggdes i början av 1970-talet, som en del av miljonprogrammet. Öxnehaga planerades ursprungligen för cirka 6 000 invånare. Stadsdelen består av två bostadsområden åtskilda av ett centrum med skolor och butiker. Det dryga 50-talet bostadshus är 2-3 våningar höga och har i regel 3 trappuppgångar per hus. Under 1990-talet har vissa hus byggts om till servicehus och studentlägenheter.